# Nematanthus sericeus
Nematanthus sericeus är en tvåhjärtbladig växtart som först beskrevs av Johannes von Hanstein, och fick sitt nu gällande namn av Chautems. Nematanthus sericeus ingår i släktet Nematanthus och familjen Gesneriaceae. Inga underarter finns listade i Catalogue of Life.